# Abrostola ovalis
Abrostola ovalis (tên tiếng Anh: Oval Abrostola) là một loài bướm đêm thuộc họ Noctuidae. Nó được tìm thấy ở đông bắc Bắc Mỹ từ miền nam Quebec và Maine phía nam đến North Carolina và phía tây đến Wisconsin.
Sải cánh dài khoảng 30 mm. Con trưởng thành bay từ tháng 5 đến tháng 8. Có một lứa một năm ở phía bắc.
Ấu trùng ăn Urtica dioica và có thể các loài tầm ma khác.